# Aram Jerkanjan
Aram Jerkanjan (armenisch Արամ Երկանեան; * 20. Mai 1900 in Erzurum, Osmanisches Reich; † 2. August 1934 in Córdoba, Argentinien), auch Aram Yerganian, war ein armenischer Revolutionär, der vor allem durch die Ermordung Fətəli Xan Xoyskis und Bahattin Şakirs im Rahmen der Operation Nemesis Bekanntheit erlangte. In Armenien wird er als Nationalheld angesehen.

## Frühes Leben
Aram Jerkanjan wurde am 20. Mai 1900 in Erzurum, damals Teil des Osmanischen Reiches, geboren. Er war das dritte Kind von Sarkis Jerkanjan und Mariam Soghoyan-Jerkanjan und besuchte zunächst eine Schule in seiner Heimatstadt.
Nach Eintritt des Osmanischen Reiches in den Ersten Weltkrieg wurde Jerkanjan Zeuge der Gräuel des Völkermords an den Armeniern, vor denen er im Kaukasus Zuflucht suchte. 1917 schloss er sich einer armenischen Freiwilligeneinheit an und kämpfte daraufhin in der Schlacht von Abaran für General Dro. Als der in Jerewan abgehaltene 9. Kongress der Armenischen Revolutionären Föderation 1918 die Operation Nemesis in die Wege leitete, meldete sich Jerkanjan freiwillig als Attentäter. Ziel der Geheimoperation war es, die Hauptverantwortlichen für die an den Armeniern verübten Massaker im Osmanischen Reich und Aserbaidschan zur Rechenschaft zu ziehen.

## Operation Nemesis
Nachdem die Demokratische Republik Armenien ihre Unabhängigkeit an die Bolschewiki verlor, begab sich Jerkanjan nach Tiflis. Dort hatte man ihn und Misak Grigorian mit der Ermordung zweier Ziele betraut: Fətəli Xan Xoyski, den ehemaligen Premierminister der Demokratischen Republik Aserbaidschan, und Xan Mahmadov, dem Vorsitzenden der Müsavat Partiyası. Am 19. Juni 1920 trafen sie sich am Tawisuplebis Moedani, wo sie auf ein Signal ihrer Komplizen warteten. Als ihre Zielpersonen etwa 100 Meter von ihnen entfernt waren, eröffneten die beiden Attentäter das Feuer. Xoyski wurde sofort getötet, Mahmadov wiederum wurde lediglich verwundet und konnte entkommen.
Mit Abschluss seines Auftrags in Tiflis begab sich Jerkanjan nach Konstantinopel, wo er versuchte, weitere „Rächer“ für die Operation Nemesis zu rekrutieren.
Jerkanjan und Arschawir Schirakjan wurden später mit der Ermordung Cemal Azmis und Bahattin Şakirs, die sich beide in Berlin aufhielten, betraut. Am 17. April 1922 begegneten sie ihren Zielpersonen, als diese mit ihren Familien durch die Uhlandstraße liefen. Schirakjan gelang es, Azmi zu töten und Şakir zu verwunden, woraufhin dieser die Flucht ergriff. Jerkanjan setzte ihm jedoch sofort nach und tötete ihn kurz darauf mit einem Kopfschuss.

## Spätes Leben und Tod

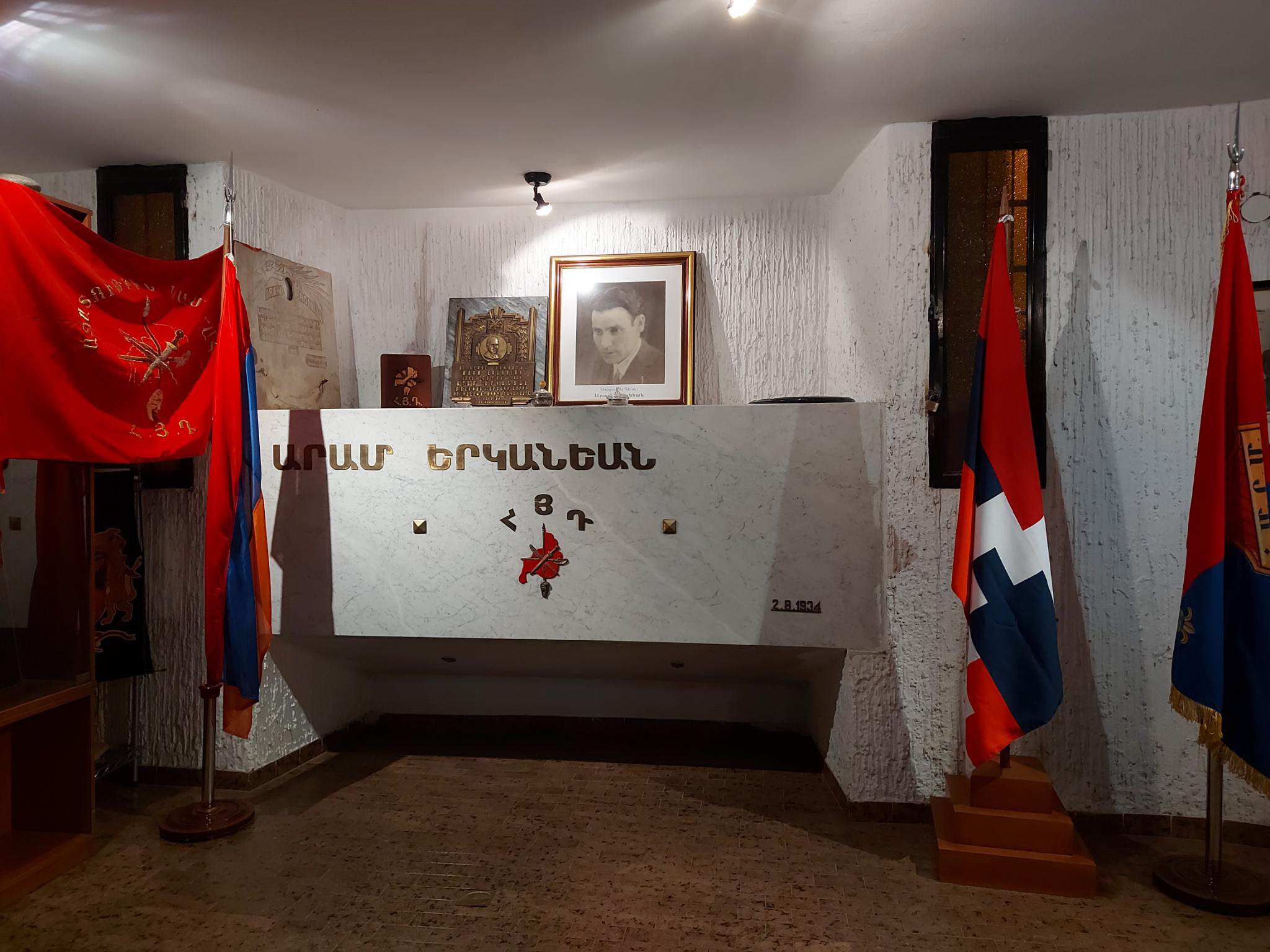
Grabstätte Jerkanjans im ARF Andranik Club in Córdoba, Argentinien.

Nach der Ermordung Şakirs verließ Jerkanjan Deutschland und begab sich zunächst nach Österreich und dann nach Bukarest, wo er bis 1927 lebte. Daraufhin zog er nach Buenos Aires und wurde als Redakteur der örtlichen Zeitschrift „Armenia“ tätig.
1931 heiratete er Zabel Paragjan, mit der er eine Tochter hatte.
Nachdem er an Tuberkulose erkrankte, zog er in die Provinz Córdoba, wo er am 2. August 1934 im Alter von 34 Jahren verstarb. Nach seinem Tode wurde Aram Jerkanjan im ARF Andranik Club in der Stadt Córdoba beerdigt.